# Surdosage en barbituriques
 (janvier 2023).
La mise en forme du texte ne suit pas les recommandations de Wikipédia : il faut le « wikifier ».
Les points d'amélioration suivants sont les cas les plus fréquents. Le détail des points à revoir est peut-être précisé sur la page de discussion.
- Les titres sont pré-formatés par le logiciel. Ils ne sont ni en capitales, ni en gras.
- Le texte ne doit pas être écrit en capitales (les noms de famille non plus), ni en gras, ni en italique, ni en « petit »…
- Le gras n'est utilisé que pour surligner le titre de l'article dans l'introduction, une seule fois.
- L'italique est rarement utilisé : mots en langue étrangère, titres d'œuvres, noms de bateaux, etc.
- Les citations ne sont pas en italique mais en corps de texte normal. Elles sont entourées par des guillemets français : « et ».
- Les listes à puces sont à éviter, des paragraphes rédigés étant largement préférés. Les tableaux sont à réserver à la présentation de données structurées (résultats, etc.).
- Les appels de note de bas de page (petits chiffres en exposant, introduits par l'outil «  Source ») sont à placer entre la fin de phrase et le point final[comme ça].
- Les liens internes (vers d'autres articles de Wikipédia) sont à choisir avec parcimonie. Créez des liens vers des articles approfondissant le sujet. Les termes génériques sans rapport avec le sujet sont à éviter, ainsi que les répétitions de liens vers un même terme.
- Les liens externes sont à placer uniquement dans une section « Liens externes », à la fin de l'article. Ces liens sont à choisir avec parcimonie suivant les règles définies. Si un lien sert de source à l'article, son insertion dans le texte est à faire par les notes de bas de page.
- La présentation des références doit suivre les conventions bibliographiques. Il est recommandé d'utiliser les modèles {{Ouvrage}}, {{Chapitre}}, {{Article}}, {{Lien web}} et/ou {{Bibliographie}}. Le mode d'édition visuel peut mettre en forme automatiquement les références.
- Insérer une infobox (cadre d'informations à droite) n'est pas obligatoire pour parachever la mise en page.

Pour une aide détaillée, merci de consulter Aide:Wikification.
Si vous pensez que ces points ont été résolus, vous pouvez retirer ce bandeau et améliorer la mise en forme d'un autre article.
 Mise en garde médicale
Le surdosage en barbituriques est un empoisonnement dû à des doses excessives de barbituriques. Les symptômes comprennent généralement des difficultés à penser, une mauvaise coordination, une diminution du niveau de conscience et une diminution de l'effort respiratoire (dépression respiratoire). Les complications d'un surdosage peuvent comporter un œdème pulmonaire non cardiogénique. Si la mort survient, cela est généralement dû à l'absence de respiration.
Une surdose de barbituriques peut survenir par accident ou intentionnellement dans le but de causer la mort. Les effets toxiques s'ajoutent à ceux de l'alcool et des benzodiazépines. La dose létale varie selon la tolérance d'une personne et la façon dont le médicament est pris. Les effets des barbituriques se produisent par le neurotransmetteur GABA. L'exposition peut être vérifiée en testant l'urine ou le sang.
Le traitement consiste à soutenir la respiration et la tension artérielle d'une personne,. Bien qu'il n'existe pas un antidote, le charbon de Belloc peut être utile,. Plusieurs doses de charbon peuvent être nécessaires. L'hémodialyse peut parfois être envisagée. L'alcalinisation de l'urine ne s'est pas avérée utile. Alors qu'autrefois une cause fréquente de surdosage, les barbituriques sont maintenant une cause rare.